# Guillermo Ragazzone
Guillermo Lorenzana Ragazzone (San Salvador, 5 de janeiro de 1956) é um ex-futebolista profissional salvadorenho, que atuava como atacante.

## Carreira
Guillermo Ragazzone fez parte do elenco da histórica Seleção Salvadorenha de Futebol da Copa do Mundo de 1982. 